# Chiesa di San Pietro Apostolo (Isola del Giglio)
La chiesa di San Pietro Apostolo è un edificio sacro situato sull'Isola del Giglio, nel centro comunale di Giglio Castello.

## Storia e descrizione
L'edificio, documentato sin dal secolo XV, si presenta attualmente nella veste sette-ottocentesca.
Di particolare interesse è il "tesoro" che proviene dalla cappella privata di papa Innocenzo XIII, che lo lasciò al suo cappellano personale, monsignor Olimpio Miliani, gigliese, che a sua volta nel 1725 lo donò alla chiesa di San Pietro.
L'opera più celebre è il crocifisso di avorio, attribuito al Giambologna, o comunque a un artista nordico. Da ricordare anche alcuni reliquiari dell'inizio del Settecento: quello del velo della Madonna, quello con la reliquia di san Giuseppe, e quello con la reliquia di papa Urbano I; infine il pezzo maggiormente venerato: il braccio reliquiario di San Mamiliano.